# (167113) Robertwick
(167113) Robertwick est un astéroïde de la ceinture principale.

## Description
(167113) Robertwick est un astéroïde de la ceinture principale. Il fut découvert le 19 septembre 2003 à l'Observatoire Junk Bond par David Healy. Il présente une orbite caractérisée par un demi-grand axe de 2,56 UA, une excentricité de 0,24 et une inclinaison de 13,1° par rapport à l'écliptique.

## Compléments